# Майский сельсовет (Амурская область)
Ма́йский сельсове́т — сельское поселение в Мазановском районе Амурской области.
Административный центр — посёлок Ивановский.

## История
3 декабря 2004 года в соответствии с Законом Амурской области № 384-ОЗмуниципальное образование наделено статусом сельского поселения.

## Население
| 2002 | 2010 | 2011 | 2012 | 2013 | 2014 | 2015 |
| ---- | ---- | ---- | ---- | ---- | ---- | ---- |
| 608  | ↗622 | ↘619 | ↘604 | ↘563 | ↘539 | ↘533 |
| 2016 | 2017 | 2018 | 2021 |      |      |      |
| ↘514 | ↘510 | ↘508 | ↘297 |      |      |      |

## Состав сельского поселения
| № | Населённый пункт | Тип населённого пункта          | Население |
| - | ---------------- | ------------------------------- | --------- |
| 1 | Ивановский       | посёлок, административный центр | ↘424      |
| 2 | Майский          | посёлок                         | ↘84       |